# 13109 Berzelius
A 13109 Berzelius (ideiglenes jelöléssel 1993 JB1) a Naprendszer kisbolygóövében található aszteroida. Eric Walter Elst fedezte fel 1993. május 14-én.